# Bobaflex
Bobaflex (bō-bŭ-flĕx) é uma banda de nu metal estadunidense de Point Pleasant, Virgínia Ocidental. Eles fizeram parte do Gigantour em 2005 e do Rock on the Range em 2008.
A banda que é liderada pelos irmãos Shaun & Marty McCoy (ambos guitarristas e alternando no vocal principal), lançou em 2011 seu quarto álbum de estúdio, Hell in My Heart mudando seu estilo musical (e visual) do Nu Metal para o hard rock.

## Integrantes

### Membros atuais
- Shaun McCoy (vocal, guitarra)
- Marty McCoy (vocal, guitarra)
- Dave Tipple (guitarra, vocal de apoio)
- Jymmy Tolland (baixo, vocal de apoio)
- Tommy Johnson (bateria)

### Membros fundadores
- Chris Grogan (guitarra, vocal de apoio)
- Lutz (Aaron Lutz) (vocal)
- Mike Steele (guitarra, vocal de apoio)
- Drebbit (Chris Drummond) (vocal)
- Ronnie Casto (bateria)

## Discografia

### Álbuns de estúdio
- Bobaflex (1999)
- Primitive Epic (2003)
- Apologize For Nothing (2005)
- Tales From Dirt Town (2007)
- Chemical Valley EP (2010)
- Hell in My Heart (2011)

### Singles
- Tears Drip (2003)
- Better Than Me (2006)
- Home (2007)
- Bury Me With My Guns On (2010)
- Chemical Valley (2011)

### Ao vivo
- Gigantour (2005)